# Ochrona granic ZSRR
Ochrona granic ZSRR – zespół przedsięwzięć mających na celu zapewnienie szczelności i nienaruszalności granic ZSRR.

## Historyczne uwarunkowania kształtu granic ZSRR
Przemiany rewolucyjne 1917 oznaczały początek nowego okresu w historii państwa - dotychczasowej Rosji carskiej. Powstanie RFSRR, a  następnie ZSRR zmieniło między innymi terytorium i  ustrój społeczny państwa, co nie pozostało bez wpływu na przebieg granicy państwowej i sposób jej ochrony. Zmieniły się zadania i konstrukcja struktur ochrony granicy oraz sposób ich skompletowania.
I wojna światowa, wojna domowa w Rosji oraz wojny z interwentami zniszczyły system ochrony granicy państwowej Rosji, którego głównym elementem był Samodzielny Korpus Straży Pogranicznej (ros. Отдельный корпус пограничной стражи). Od momentu przejęcia władzy przez bolszewików stała granica w europejskiej części Rosji istniała w zasadzie tylko na północnym zachodzie. Od Zatoki Fińskiej do granicy z Persją przebiegała linia frontu.
W związku z zawarciem w marcu 1918 traktatu pokojowego kwestia ochrony i obrony granicy nabrał dla radzieckiej republiki szczególnego znaczenia. Zgodnie z postanowieniami traktatu zostały oderwane od niej kraje bałtyckie i część Białorusi. Ukraina i Finlandia zostały uznane za niepodległe państwa. Turcji przekazano miasta Kars, Ardahan i Batumi. Między Niemcami a Rosją ustanowiono strefę zdemilitaryzowaną na długości około 2000 wiorst, przechodzącą wzdłuż linii Narwy, Gdowa, południowych powiatów guberni Orłowskiej, Woroneskiej i Kurskiej do przyszłej granicy z Ukrainą.
W kwietniu od radzieckiej republiki odłączyły się Gruzja, Armenia i Azerbejdżan. Należało wyposażyć nową granicę od wybrzeża Morza Barentsa do Morza Kaspijskiego i zorganizować jej obronę. Złożoność tego zadania była spotęgowana z jednej strony brakiem niezbędnych zasobów materialnych, z drugiej zaś brakiem profesjonalnych kadr straży granicznej.
Jednakże 11 listopada 1918 Niemcy, pokonane w I wojnie światowej, skapitulowały. Dzień później Wszechzwiązkowy Centralny Komitet Wykonawczy i Rada Komisarzy Ludowych RFSRR przyjęli uchwałę w sprawie stwierdzenia nieważności traktatu brzeskiego i określonych nim granic. W ślad za wycofującą się armią niemiecką i austro-węgierską na zachód postępowała Armia Czerwona. Jedna po drugiej powstają formalnie niezależne socjalistyczne republiki radzieckie – estońska, łotewska, litewska, białoruska i ukraińska. Były one w ścisłym sojuszu politycznym, wojskowym i gospodarczym z RFSRR, dlatego też granice z nimi nie posiadały realnego znaczenia.
W rzeczywistości poprzez zjednoczenie socjalistycznych republik odtworzone zostało scentralizowane państwo rosyjskie, dlatego też RSFRR była gotowa pójść na ustępstwa terytorialne na rzecz republik radzieckich. Tak więc po rewolucji w Finlandii w grudniu 1917 Rosja Radziecka przekazała Fińskiej Socjalistycznej Republice Robotniczej, na podstawie Traktatu o Wzmocnieniu Przyjaźni i Braterstwa, rejon Peczengi (Petsamo). Rewolucyjny rząd Finlandii został wiosną 1918 obalony z pomocą wojsk niemieckich, a nowy rząd burżuazyjny w maju 1918 zerwał stosunki dyplomatyczne z RFSRR i traktat utracił moc. Jednakże zgodnie z traktatem pokojowym zawartym w Tartu (Estonia) Peczenga pozostała w Finlandii.
Dzięki pomocy interwencjonistów władza radziecka została obalona w krajach nadbałtyckich. 2 lutego 1920 w Tartu zawarto traktat pokojowy z Estonią, która przejęła zamieszkałą głównie przez Rosjan prowincję (ujezd) peczorską guberni pskowskiej oraz skrawek terytorium na wschód od miasta Narwa o pow. 2300 km kwadratowych. 11 sierpnia podpisano traktat pokojowy z Łotwą, zostały jej oddane prowincje Rieżycka i Drisseńska guberni witebskiej oraz dwie części prowincji ostrowskiej guberni pskowskiej (w tym Abrene, zamieszkała głównie przez Rosjan) o łącznej powierzchni 800 km². Koncesje terytorialne na rzecz tych państw były spowodowane staraniami o wycofanie z ich terytorium formacji białogwardyjskich oraz przerwanie za ich pomocą dyplomatycznej i handlowej blokady republik radzieckich. Ponadto kierownictwo radzieckie nie miało nadziei na szybkie zwycięstwo rewolucji socjalistycznej w tych krajach.
18 marca 1921 został podpisany traktat pokojowy z Polską w Rydze. Niefortunnie dla Rosji radzieckiej zakończona w 1920 wojna z Polską doprowadziła do tego, że Zachodnia Ukraina i Zachodnia Białoruś pozostała jako część Polski.
W kwietniu 1920 ustanowiono władzę radziecką w Azerbejdżanie, w listopadzie - w Armenii i w lutym 1921 - w Gruzji. Granice z Persją pozostały niezmienione.
W 1920 obalono chana chiwińskiego i emira bucharskiego, powstały Chorezmijska Ludowa Republika Radziecka i Bucharska Ludowa Republika Radziecka, które z RFSRR połączył ścisły sojusz.
Aby uniknąć wojny z Japonią, której wojska okupowały Zabajkale, Przymorze i Przyamurię, w kwietniu 1920 utworzono buforową burżuazyjno-demokratyczną Republikę Dalekowschodnią (ros. Дальневосточная Республика, ДВР) pod kierownictwem partii olszewików, a z oddziałów Armii Czerwonej i partyzantki utworzono Ludową Armię Rewolucyjną (ros. Народно-революционная армия, НРА) tej republiki. W rezultacie rozmów udało się doprowadzić do wyprowadzenia wojsk japońskich z terytorium DWR z wyjątkiem północnego Sachalina. Jesienią 1922 po spełnieniu swej roli DWR połączyła się z radziecką Rosją.
W tym czasie została przerwana ekonomiczna i dyplomatyczna blokada republik radzieckich. W marcu 1921 podpisane zostały porozumienia handlowe z Wielką Brytanią, następnie z Niemcami i szeregiem innych państw.
30 grudnia 1922 RFSRR, USRR, BSRR i ZFSRR utworzyły federacyjne państwo - ZSRR. Posiadało ono wspólną granicę, terytorium w 1923 obejmowało 21,04 miliona km² (o 650 tysięcy km² mniej niż terytorium byłej carskiej Rosji).
W latach dwudziestych i trzydziestych terytorium ZSRR powiększało się z powodu przyjmowania nowych członków – związkowych i autonomicznych republik. Do momentu napaści Niemiec na ZSRR w 1941 w skład ZSRR wchodziło 15 republik związkowych. Przebieg radzieckiej granicy państwowej zmienił się i ustabilizował. Znaczących zmian terytorium ZSRR do jego rozpadu w 1991, z drobnymi wyjątkami, nie było.

## Formowanie struktur ochrony granicy radzieckiej Rosji i ZSRR
30 marca 1918 przy Ludowym Komisariacie Finansów utworzono (na bazie zlikwidowanego Zarządu Samodzielnego Korpusu Pogranicznego, ZSKP) Główny Zarząd Ochrony Pogranicza GZOP (ros. Главное управление пограничной охраны, ГУПО), którego głównym zadaniem była organizacja ochrony granicy z Finlandią i Estonią. Kierował nim były szef Zarządu SKP generał G. Mokasiej-Szybinski. Od września 1918 szefem GZOP został były szef wydziału nadzoru pogranicza SKP S. Szamsziew. Prawie całe kadry Zarządu SKP przeszły do GZOP, to jest przeszły na służbę władzy radzieckiej.
28 maja 1918 Rada Komisarzy Ludowych RFSRR przyjęła dekret «O utworzeniu ochrony pogranicznej». Dzień ten obecnie obchodzony jest jako święto – Dzień Pogranicznika. Dekret został opracowany przez GZOP na podstawie Zasad samodzielnego korpusu straży pogranicznej z 1910 oraz Instrukcji służby urzędników OKPS z 1912.
Zgodnie z przyjętym dokumentem ochrona pogranicza była częścią Ludowego Komisariatu Finansów i stawiano przed nią następujące cele:
- walka z przemytem i naruszeniami granicy państwowej;
- ochrona zasobów wodnych pogranicza i terytorialnych;
- nadzór nad przestrzeganiem przepisów żeglugi międzynarodowej na rzekach granicznych;
- ochrona rybaków i pracowników przemysłu na pogranicznych morzach, jeziorach i rzekach;
- ochrona ludności przed napadami band, plemion koczowniczych i innych.

Dekret określał sposób ochrony granicy państwowej, strukturę oddziałów pogranicza i ich centralnych organów zarządzania. Zagadnienia związane z wojskową ochroną granicy pozostawiono w gestii organów wojskowych. Bezpośredni nadzór nad ochroną pograniczną sprawowało GZOP, które 29 czerwca 1918 podporządkowano Ludowemu Komisariatowi Handlu i Przemysłu (Narkomtorgprom). Jednocześnie rozdzielono funkcje ochrony pogranicza i organów celnych.
Pod koniec czerwca 1918 ochrona pogranicza posiadała następującą strukturę organizacyjną:
- Ludowy Komisariat Handlu i Przemysłu
  - Rada Ochrony Pogranicza
    - GZOP
      - 3 okręgi pograniczne (I - Piotrograd, II - Mińsk, III - Orzeł)
        - rejony
          - podrejony (subrejony)
            - odcinki (ros. дистанции)
              - strażnice (ros. заставы)
                - posterunki (ros. посты).

Na terytoriach przyległych do granicy, utworzono specjalne jednostki operacyjne - okręgowe, rejonowe (ros. участковые) i punktowe nadzwyczajne komisje pograniczne (ros. пограничные чрезвычайные комиссии, ПЧК), а przy Wszechrosyjskiej Komisji Nadzwyczajnej WCzK utworzono podwydział pograniczny.
1 lutego 1919 zgodnie z rozporządzeniem Rewolucyjnej Rady Wojskowej Republiki ochrona pogranicza została przekształcona w wojska pograniczne. Rada ochrony pogranicza nazwała się Wojskową Radą Wojsk Pogranicza, a GZOP – Głównym Zarządem Wojsk Pogranicznych, GZWP (ros. Главным управлением пограничных войск, ГУПВ). Okręgi pograniczne zostały dywizjami pogranicznym, rejony – pogranicznymi pułkami piechoty (strzeleckimi), subrejony - batalionami, dystancje - kompaniami (rotami). Ogólni na bazie ochrony pogranicza sformowano trzy dywizje, po pięć pułków i pięć kawaleryjskich dywizjonów (?) w każdej. W lipcu 1919 wojska pogranicza weszły w skład działających armii, we wrześniu rozwiązano Wojskową Radę Wojsk Pogranicza i GZWP. Na ich miejsce przy Ludowym Komisariacie Handlu i Przemysłu utworzono wydział nadzoru pogranicznego, który istniał do początku 1920. Rozwiązano wtedy pograniczne komisje nadzwyczajne, ich funkcje przejęły frontowe, armijne i dywizjonowe wydziały i oddziały specjalne.

## Ochrona granic ZSRR po zakończeniu II wojny światowej
Według stanu na 1 stycznia 1946 całkowita długość granicy państwowej ZSRR wynosiła 50331,2 km, z tego granica lądowa (w tym rzeczna i na jeziorach) – 20220,3 km, a morska – 30110,9 km.
Wojska pograniczne składały się z 21 okręgów pogranicznych (ros. погранокруга), 4 Archangielskiego Oddziału Pogranicznego i Samodzielnej Brygady Lotniczej Wojsk Pogranicza.
W skład okręgów wchodziły 102 oddziały pogranicza, 12 samodzielnych komendantur pogranicznych, 2 rezerwowe pułki pograniczne, 2 samodzielne dywizjony (?) kawaleryjskie, 1 samodzielna grupa manewrowa, 2 oddziały statków pogranicznych, 24 samodzielne dywizjony okrętów i statków.
Oddziały pograniczne i samodzielne komendantury ochraniające granicę posiadały 384 komendantury pograniczne, 1973 strażnice (ros. 1973 линейных погранзаставы), 327 granicznych posterunków kontrolnych (ros. 327 линейных погранпостов), 103 grupy manewrowe, 11 dywizjonów i grup okrętów i statków rzecznych.
15 marca 1946 Rada Najwyższa ZSRR przyjęła Prawo o przekształceniu Rady Komisarzy Ludowych w Radę Ministrów ZSRR, a ludowych komisariatów - w ministerstwa. Zgodnie z nim Ludowy Komisariat Spraw Wewnętrznych został przekształcony w Ministerstwo Spraw Wewnętrznych ZSRR. Zgodnie z rozkazem MSW ZSRR z 15 stycznia 1947 Główny Zarząd Wojsk Pogranicznych został zreorganizowany, a w jego skład weszły zarządy:
- operacyjno-rozpoznawczy;
- organizacyjno-budowlany;
- polityczny;
- morski.

Zarząd operacyjno-rozpoznawczy składał się z wydziałów:
- zachodniego;
- bliskowschodniego;
- dalekowschodniego;
- punktów kontrolno-przepustkowych (ros. отдел контрольно-пропускных пунктов, КПП). Każdy wydział posiadał dwa oddziały - służby i zwiadu.

Zarządy okręgów pogranicznych składały się ze sztabu, wydziału kadr, morskiego, zwiadowczego (rozpoznawczego), politycznego, medycznego i finansowego.
Do znaczących zmian organizacyjnych należy przeprowadzona w październiku 1949 zmiana podporządkowania wojsk pogranicznych spod MSW (minister S. Krugłow) pod Ministerstwo Bezpieczeństwa Państwowego (minister W. Abakumow).
Jednym z pierwszoplanowych zadań kierownictwa GZWP i okręgów pogranicznych stało się przygotowanie wykwalifikowanych oficerów-pograniczników. Zgodnie z postanowieniem KC WKP(b) z 2 sierpnia 1946 dyrektywą GZWP polecono wszystkim dowództwom okręgów pogranicznych dokonać zmian na stanowiskach komendantów odcinków i strażnic, pozostawiając wyłącznie tylko tych z nich, którzy posiadają doświadczenie i znają służbę na granicy, prezentują wzorową postawę etyczną i moralno-polityczną. W sierpniu 1947, zgodnie z postanowieniem sekretariatu KC WKP(b), w straznicach liczących ponad 41 osób wprowadzono etat zastępcy komendanta strażnicy do spraw politycznych (ros. заместителя начальника заставы по политчасти).
(w przygotowaniu)